# 田原市立六連小学校
田原市立六連小学校（たはらしりつ むつれしょうがっこう）は、愛知県田原市六連町にある公立小学校。

## 概要
- 田原市六連町が校区であり、公立中学校に進学する場合は田原市立東部中学校へ進学する [1]。

## 沿革
創立年は明治19年（1886年）である。これは六連小学校が片神戸（現・田原市相川町片神戸）に設置された年である。ここではそれ以前についても記述する。
- 1872年（明治5年） - 片神戸村に額田県郷学校が開校。百々村、片神戸村、長仙寺村、久美原村の児童が通学する。
- 1873年（明治6年）10月 - 六連学校に改称する。校区は百々村、片神戸村、長仙寺村、久美原村、浜田村、谷熊村、杉山村。谷熊村に校舎を新築し移転。杉山村に杉山分教場を設置。浜田村に浜田高等小学校を設置する。
- 1878年（明治11年） -
  - 杉山村、神吉新田、谷熊村が合併し、杉谷村となる。
  - 浜田村、久美原村、長仙寺村、片神戸村、百々村、数原新田が合併し、六連村となる。
- 1879年（明治12年）12月 - 六連村字百々に百々分教場（1年生のみ）を設置する。この頃久美原村に久美原分教場、長仙寺村に長仙寺分教場を設置する。
- 1882年（明治15年） - 杉谷村が杉山村（旧・杉山村、神吉新田）と谷熊村に分立する。
- 1886年（明治19年） - 六連村字片神戸に移転し、尋常小学六連学校に改称する。校区は六連村、谷熊村、杉山村。
- 1889年（明治22年）10月1日 - 谷熊村、豊島村、六連村の一部が合併し、相川村が発足。
- 1897年（明治30年）
  - 3月10日 - 分教場（久美原分教場、長仙寺分教場、百々分教場）、及び浜田高等小学校を統合し、六連村立六連尋常小学校となる。六連村字貝場（現在地）に校舎を新築し移転。
  - 4月 - 高等科を設置し、六連村立六連尋常高等小学校となる。
- 1906年（明治39年）9月10日 - 杉山村と六連村が合併し、改めて杉山村となる。
- 1907年（明治40年）1月 - 渥美郡杉山村六連尋常高等小学校に改称する。校区は杉山村大字六連。
- 1941年（昭和16年）4月1日 - 六連国民学校に改称する。
- 1947年（昭和22年）4月1日 - 杉山村立六連小学校に改称する。
- 1955年（昭和30年）4月1日 - 杉山村が分割され、旧来の杉山村域が豊橋市に、旧・六連村域が田原町にそれぞれ編入される。同時に田原町立六連小学校に改称する。
- 1976年（昭和51年） - 新校舎（鉄筋コンクリート造）が完成する。
- 2003年（平成15年）8月20日 - 田原町が赤羽根町を編入し市制施行。田原市が発足。同時に田原市立六連小学校に改称する。

## 交通アクセス
- 田原市ぐるりんバスぐるりんミニバス表浜線「新浜」バス停より徒歩約5分。

## 周辺施設
- 六連保育園
- 百々陶器窯跡